# TMEM45B
TMEM45B (англ. Transmembrane protein 45B) – білок, який кодується однойменним геном, розташованим у людей на 11-й хромосомі. Довжина поліпептидного ланцюга білка становить 275 амінокислот, а молекулярна маса — 31 826.
| 10         |  | 20         |  | 30         |  | 40         |  | 50         |
| ---------- |  | ---------- |  | ---------- |  | ---------- |  | ---------- |
| MANFKGHALP |  | GSFFLIIGLC |  | WSVKYPLKYF |  | SHTRKNSPLH |  | YYQRLEIVEA |
| AIRTLFSVTG |  | ILAEQFVPDG |  | PHLHLYHENH |  | WIKLMNWQHS |  | TMYLFFAVSG |
| IVDMLTYLVS |  | HVPLGVDRLV |  | MAVAVFMEGF |  | LFYYHVHNRP |  | PLDQHIHSLL |
| LYALFGGCVS |  | ISLEVIFRDH |  | IVLELFRTSL |  | IILQGTWFWQ |  | IGFVLFPPFG |
| TPEWDQKDDA |  | NLMFITMCFC |  | WHYLAALSIV |  | AVNYSLVYCL |  | LTRMKRHGRG |
| EIIGIQKLNS |  | DDTYQTALLS |  | GSDEE      |  |            |  |            |

A: Аланін

C: Цистеїн

D: Аспарагінова кислота

E: Глутамінова кислота

F: Фенілаланін

G: Гліцин

H: Гістидин

I: Ізолейцин

K: Лізин

L: Лейцин

M: Метіонін

N: Аспарагін

P: Пролін

Q: Глутамін

R: Аргінін

S: Серин

T: Треонін

V: Валін

W: Триптофан

Кодований геном білок за функцією належить до фосфопротеїнів. 
Локалізований у мембрані.